# Java持久化API
Java持久化API（JPA）是一个Java应用程序接口规范，描述了使用Java标准版平台（Java SE）和Java企业版平台（Java EE）的应用中的关系数据的管理。
持久化，在这里包括三个层面的意思：
- API本身，定义在javax.persistence包内
- Java持久化查询语言（JPQL）
- 对象/关系元数据

JPA的参考实现是EclipseLink。

## 历史背景
2006年5月11号，JPA 1.0规范作为JCP JSR 220的一部分最终被发布。JPA 2.0规范，在2009年12月发布（Java EE 6平台，依赖于JPA 2.0）。JPA 2.1规范，在2013年4月22日发布（Java EE 7平台，依赖于JPA 2.1）。JPA 2.2规范，于2017年夏季发布。

## 实体
持久化实体是一个轻量级的Java类，其状态通常持久地保存到关系数据库的表中。这种实体的实例对应于表中的各个行。实体之间通常有关系，这些关系通过对象/关系元数据表示。可以在实体类文件中直接使用注释来指定这种关系，也可以在随应用程式分发的单独XML描述文件中指定。

### 範例
用注釋宣告含有對象/關係元數據的實體類 (省略import語句、setters/getters方法)
```
@Entity

public
 
class
 
Person
 
{

    
@Id

    
private
 
long
 
id
;

    
private
 
String
 
firstName
;

    
private
 
String
 
lastName
;

    
private
 
int
 
age
;

}

```

@Entity 宣告類為一個實體，@Id 宣告該屬性為主鍵，例如: 此處的id 就是這個實體的主鍵。另外可以再用其他 注釋來宣告元數據(例如: 使用Table來變更預設的資料表名稱)，或建立表與表之間的關聯。

## Java 持久化查询语言（JPQL）
Java持久化查询语言（JPQL）对存储在关系数据库中的实体进行查询。查询在语法上类似于SQL查询，但是操作的是实体对象而不是直接对数据库表进行操作。

## 动机
在引入EJB 3.0规范之前，许多企业级Java开发人员使用由持久化框架（例如Hibernate）或数据访问对象（DAO）提供的轻量级持久化对象，来代替实体bean（EJB的一种）。 这是因为在以前的EJB规范中，实体bean需要太多复杂的代码和繁重的资源占用，并且由于bean和DAO对象或持久化框架之间的源代码中的互连和依赖性，它们只能在Java EE应用程式服务器中使用。 因此，最初在第三方持久性框架中提供的许多功能都被合并到Java持久化API中，并且从2006年开始，像Hibernate（版本3.2）和TopLink Essentials这样的项目已经实现Java持久化API规范。

## 相关技术

### 企业 JavaBeans（EJB）
EJB 3.0规范（本身是Java EE 5平台的一部分）包含Java持久化API的定义。 无论如何，终端用户不需要EJB容器或Java EE应用程式服务器即可运行使用此持久性API的应用程式。 Java持久化 API的未来版本将在单独的JSR和规范中定义，而不是在EJB JSR /规范中定义。
Java持久化API取代了EJB 2.0 CMP（持久化管理容器）的持久性解决方案

### Java数据对象的API
Java持久化API作为统一Java Data Objects API和EJB 2.0容器管理持久性（CMP）API的一部分来开发。截至2009年，支持这些API的大多数产品都支持Java持久化API。
Java持久化API仅为关系数据库管理系统提供持久化特性。也就是说，JPA专注于对象关系映射（ORM）（请注意，除了关系数据库之外，还有JPA提供程式支持其他数据库模型，但这超出了JPA的设计范围）。有关JPA角色的说明，请参阅JPA 2规范第1节简介，其中非常清楚地说明“这项工作的技术目标是为Java应用程式开发人员提供一个对象/关系映射工具，使用Java领域模型来管理关系数据库。”
Java数据对象规范支持ORM，以及对其他类型的数据库模型的持久化，例如平面文件数据库和NoSQL数据库，包括文档数据库，图形数据库，以及字面上任何其他可想到的数据存储。

### 服务数据对象 API
Java持久化API的设计者旨在提供关系持久化，其中许多关键领域来自对象关系映射工具，如Hibernate和TopLink。Java持久化API改进并取代了EJB 2.0，其体现在EJB 3.0中。服务数据对象（SDO）API（JSR 235）与Java持久化API有着截然不同的目标，被认为是互补的。SDO API专为面向服务的体系结构，多种数据格式而非关系数据和多种编程语言而设计。JCP管理SDO API的Java版本；SDO API的C++版本通过OASIS进行管理。

### Hibernate
Hibernate为Java提供了一个开源的对象关系映射框架。版本3.2及更高版本提供了Java 持久化 API的实现。Gavin King创立了Hibernate项目。他代表JBoss参加JSR 220，这是负责开发JPA的JCP专家组。这引发了围绕JPA和Hibernate之间关系的持续争议和猜测。Sun Microsystems表示，这些想法来自几个框架，包括Hibernate和Java 数据对象。

### Spring Data JPA
抽象存储库的实现是Java应用程式框架Spring的领域驱动设计的关键构建块。透明地支持所有可用的JPA实现，并支持CRUD操作以及方便地执行数据库查询。

## JPA 2.0
2007年7月，JPA 2.0 在JCP的JSR 317请求中作为新版本开发。2009年12月10日，JPA 2.0被批准为最终正式标准。JPA 2.0的重点是提供一些流行的ORM供应商中存在的特性，但在JPA 1.0中不能获得一致认可。
主要特性包括：
- 扩大对象关系功能的映射
  - 支持内嵌对象的收集，通过多对一的关系映射来连接ORM
  - 有序列表
  - 访问类型的组合
- 一种标准查询API
- 标准化的SQL提示
- 标准化的附加元数据，以支持DDL生成
- 支持验证
- 支持共享对象的高速缓存

支持JPA 2.0的供应商:
- Batoo JPA
- DataNucleus (formerly JPOX)
- EclipseLink (formerly Oracle TopLink)
- IBM, for WebSphere Application Server[8]
- JBoss with Hibernate
- Kundera （页面存档备份，存于）
- ObjectDB
- OpenJPA
- OrientDB from Orient Technologies
- Versant Corporation JPA (not relational, object database)[9]

## JPA 2.1
2011年7月，JPA 2.1 在JCP的JSR 338请求中作为新版本开发。2013年5月22日，JPA 2.1被批准为最终正式标准。
主要特性包括：
- 转换器-允许自定义的代码去装换不同的数据库和数据类型。
- 标准Update/Delete-允许通过标准API批量更新和删除。
- 实体图表-允许获取部分或合并对象。
- JPQL/标准增强-算子查询，通用数据库的功能，Join 联合查询，TREAT 选项。
- 模式生成
- 存储过程，允许查询被定义为数据库的存储过程。

支持JPA 2.1 的供应商:
- DataNucleus
- EclipseLink
- Hibernate

## JPA 2.2
2017年，JPA 2.2在JCP的JSR 338请求中作为维护版本发布开发。维护审查已于2017年6月19日获得批准。
主要特性包括：
- 给所有有关的注释添加@Repeatable
- 允许所有JPA注释可用于元的注释。
- 添加查询结果流处理能力
- 允许AttributeConverters的CDI注入
- 支持Java 8的日期和时间类型

支持JPA 2.2的供应商:
- DataNucleus
- EclipseLink（自2.7版本以來）
- Hibernate （自5.3版本以來）

## JPA的未来工作
未来的JPA规范信息可在此处获得：
- JPA Specification Mailing Lists
- JPA Specification JIRA

2015年11月，Linda DeMichiel在javaee-spec用户邮件中宣布Lukas Jungmann接任规范化主管。Linda的声明还表示，“计划在Java EE 8时间框架内为JPA 2.2做MR”。

## 工具
- NetBeans Jeddict
- Eclipse JPA（Dali）

### 一般信息
- Documentation for the final version of the EJB3 spec (called JSR220) （页面存档备份，存于）
- GlassFish's Persistence pageArchive.today的存檔，存档日期2013-01-12
- JCP Persistence page （页面存档备份，存于）

### 教程
- Java EE 6 Persistence API Javadoc（页面存档备份，存于）
- Java EE 6 Persistence API tutorial （页面存档备份，存于）
- Java EE 7 Persistence API Javadoc （页面存档备份，存于）
- Java EE 7 Persistence API tutorial （页面存档备份，存于）
- JPA Tutorial by Prasad Kharkar （页面存档备份，存于）
- JPA Tutorial from Java Code Geeks （页面存档备份，存于）
- JPA Tutorial using OpenJPA as implementation （页面存档备份，存于）
- Persistence in the Java EE 5 tutorial（页面存档备份，存于）